# Ricanopsis nebulosa
Ricanopsis nebulosa är en insektsart som först beskrevs av Fabricius 1781.  Ricanopsis nebulosa ingår i släktet Ricanopsis och familjen Ricaniidae. Inga underarter finns listade i Catalogue of Life.